# Canton de Creil-Nogent-sur-Oise
Le canton de Creil-Nogent-sur-Oise est une ancienne division administrative française située dans le département de l'Oise et la région Picardie.

## Histoire
Le canton  a été créé, avec le canton de Creil-Sud en 1973. Cette création s'est accompagnée de la suppression de l'ancien canton de Creil qui existait depuis la Révolution.
Dans le cadre du redécoupage cantonal de 2014 en France, les cantons de Creil-Sud et de Creil-Nogent-sur-Oise sont supprimés pour permettre notamment la création du nouveau canton de Creil.

## Représentation
| Période | Période | Identité                  | Étiquette    | Qualité                                                                                                   |
| ------- | ------- | ------------------------- | ------------ | --- |
| 1973    | 1979    | Georges Lenne (1909-2005) | UDR puis DVD | Maire de Nogent-sur-Oise (1959 →1983)                                                                     |
| 1979    | 1985    | André Dheilly (1933-2018) | PS           | Militant associatif, conseiller municipal de Nogent-sur-Oise                                              |
| 1985    | 1998    | Claude Brunet (1929-2024) | DVD          | Ingénieur chimiste Maire de Nogent-sur-Oise (1983 → 2008)                                                 |
| 1998    | 2015    | Gérard Weyn               | PS           | Retraité de l'Education nationale Vice-Président du Conseil Général Maire de Villers-Saint-Paul (1989 → ) |

## Composition
| Communes           | Population (2012) | Code postal | Code Insee |
| ------------------ | ----------------- | ----------- | ---------- |
| Creil              | 35 000 (1)        | 60100       | 60175      |
| Nogent-sur-Oise    | 19 151            | 60180       | 60463      |
| Villers-Saint-Paul | 5 944             | 60870       | 60684      |

(1) fraction de commune.

## Démographie
| 1962 | 1968 | 1975 | 1982 | 1990 | 1999 | 2009 |
| ---- | ---- | ---- | ---- | ---- | ---- | ---- |
| -    | -    | -    | -    | -    | -    | -    |